# Johann Baptist Zimmermann
Johann Baptist Zimmermann (Gaispoint, cerca de Wessobrunn, 3 de enero de 1680 - Múnich, 2 de marzo de 1758) fue un pintor alemán y decorador al estuco durante la fase final del barroco o época rococó.

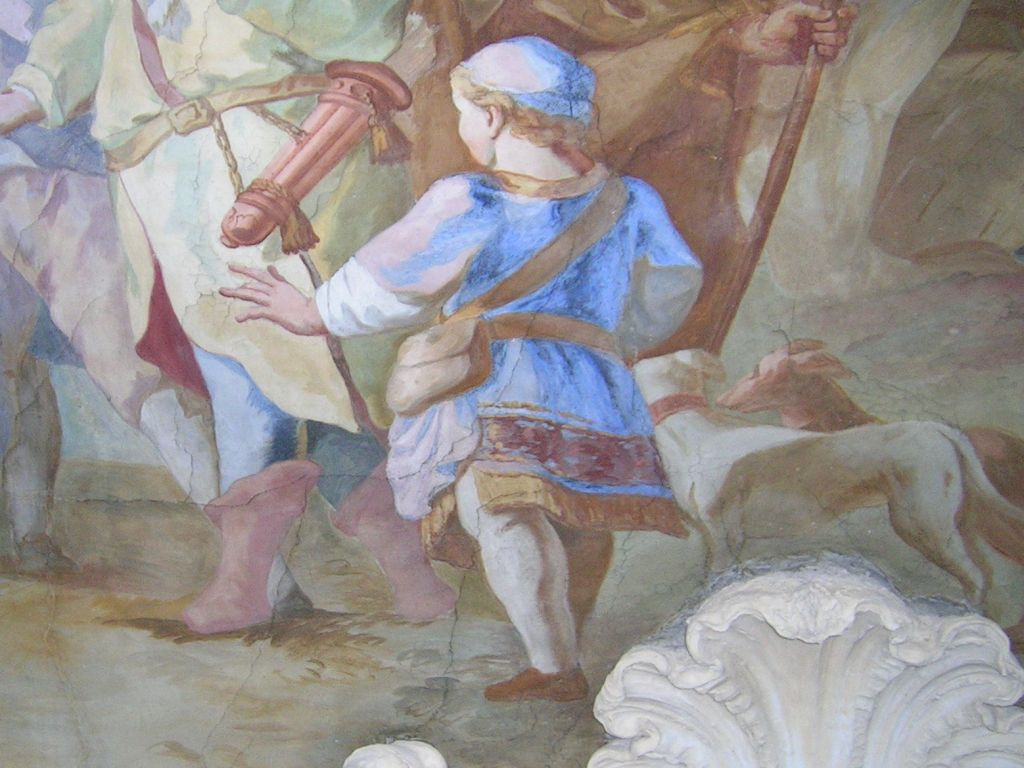
Detalle del fresco en la iglesia de San Miguel en Laim.

Como su hermano, Dominikus Zimmermann, desciende de una familia de artistas de la Escuela de Wessobrunn.

## Obras
- 1701: estuco y fresco para la iglesia Mariä Empfängnis de Gosseltshausen
- 1707: estuco y fresco para la iglesia Maria Schnee en Markt Rettenbach
- Entre 1710 y 1728: estuco para la abadía de Tegernsee
- 1709/1710: diseño para la iglesia St. Johannes en Neoburgo an der Kammel-Edelstetten
- 1709/1710-1713/1727 (en cooperación con su hermano): fresco de Marienkapelle y estuco y fresco para la biblioteca de Reichskartause en Buxheim (Allgäu)
- 1711-1713: estuco y fresco para la iglesia del convento Maria Saal
- 1714: estuco y fresco para la iglesia St. Sixtus de Schliersee
- 1714-1722: estuco para la abadía de Ottobeuren
- Hacia 1715: estuco y fresco para las habitaciones del castillo Maxlrain
- Desde 1716: estuco y fresco para la iglesia Benediktus en Freising
- 1717: estuco y fresco en la capilla y el comedor del palacio de Ismaning
- 1718-1722 (en cooperación con su hermano): decoración de la iglesia Mariä Himmelfahrt en Maria Medingen
- 1720-1726: estuco para la gran escalinata del Palacio de Schleissheim bajo Joseph Effner
- 1720-1726/1727: estuco para el Sommerzimmer y el Spiegelsaal del primer Pabellón septentrional del palacio de Nymphenburg
- 1722/1723 (en cooperación con su hermano): decoración de Santa Maria en Bad Wörishofen
- 1724 y 1731-1733: estuco y fresco para la abadía de Benediktbeuern
- 1725/1726-1727/1729: diseño y estuco de la iglesia San Pedro y Pablo en Buxheim (Allgäu)
- 1725/1727-1728/1733 (en cooperación con su hermano): decoración de la iglesia San Marcos en Sießen/Saulgau
- 1726-1733: estuco para la Residencia de Múnich
- 1727-1733: decoración de la iglesia San Pedro y Pablo en Steinhausen
- 1727/1730-1731/1733 (en cooperación con su hermano): fresco de la iglesia en Steinhausen
- 1729: estuco y fresco en la iglesia San Pedro y Pablo en Weyarn
- 1729/1741-1741/1748: estuco y fresco en la iglesia de Mariä Himmelfahrt en Dietramszell
- 1730 estuco y fresco en la iglesia de Beyharting
- 1730-1739: estuco en el Reiche Zimmern de la Residencia de Múnich
- 1732: fresco en la iglesia de Neumünster en Wurzburgo
- 1733/1734: decoración del monasterio Seligenthal en Landshut
- 1733/1754-1756/1760: estuco y fresco en la iglesia de San Dionisio y Juliana en la abadía de Schäftlarn
- 1734-1737/1739: estuco en el Amalienburg en el Nymphenburg de Múnich

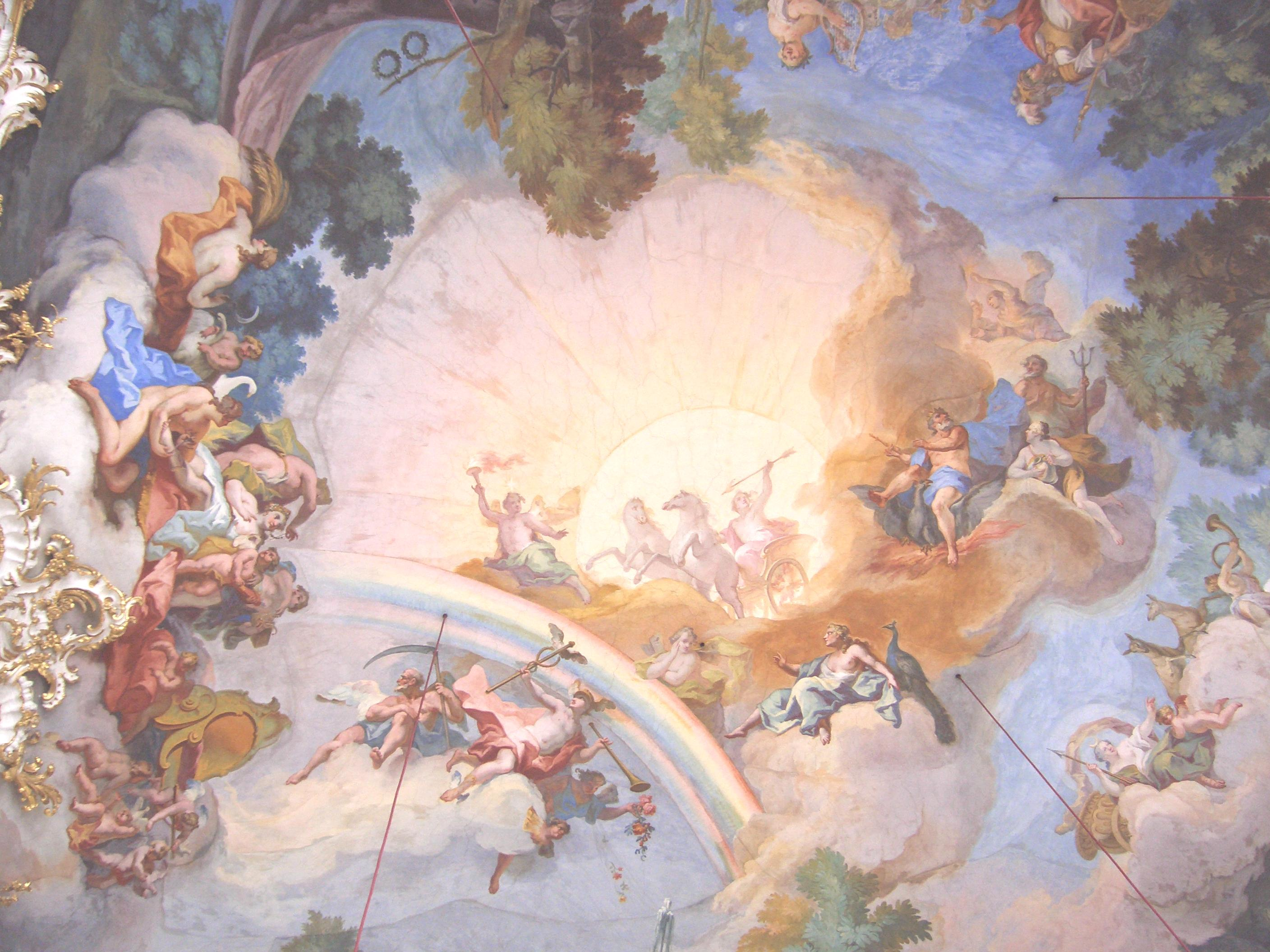
Fresco en el Palacio de Nymphenburg.

- 1735/1738-1740: diseño de la Mariä Himmelfahrt en Prien am Chiemsee
- 1737/1743-1744/1752: estuco y fresco en San Miguel en Berg am Laim
- 1738: casa Kern en Wasserburg am Inn
- 1745-1752: diseño y estuco en el monasterio de Ettal
- 1747/1749-1752: renovación barroca de la iglesia de San Blas en Landshut
- 1748/1752-1752/1754: estuco y fresco en la iglesia Maria Brünnlein zum Trost, Wemding
- 1749 y 1753-1754: fresco en la iglesia de Wies
- 1751-1752/1754: estuco y fresco en el monasterio de Andechs San Nicolás y Santa Isabel
- 1751-1761: renovación barroca de la iglesia de Santa Ana en München-Harlaching
- 1753/1754: estuco y fresco en San Pedro en Múnich
- 1755/1756-1757: estuco y fresco en la Sala Steinerner en el Nymphenburg de Múnich
- 1756: fresco en la iglesia del convento Prämonstratenser en Neustift
- 1757: decoración de la iglesia parroquial de San Vito en Abensberg-Offenstetten.